# Aspiratore da tetto

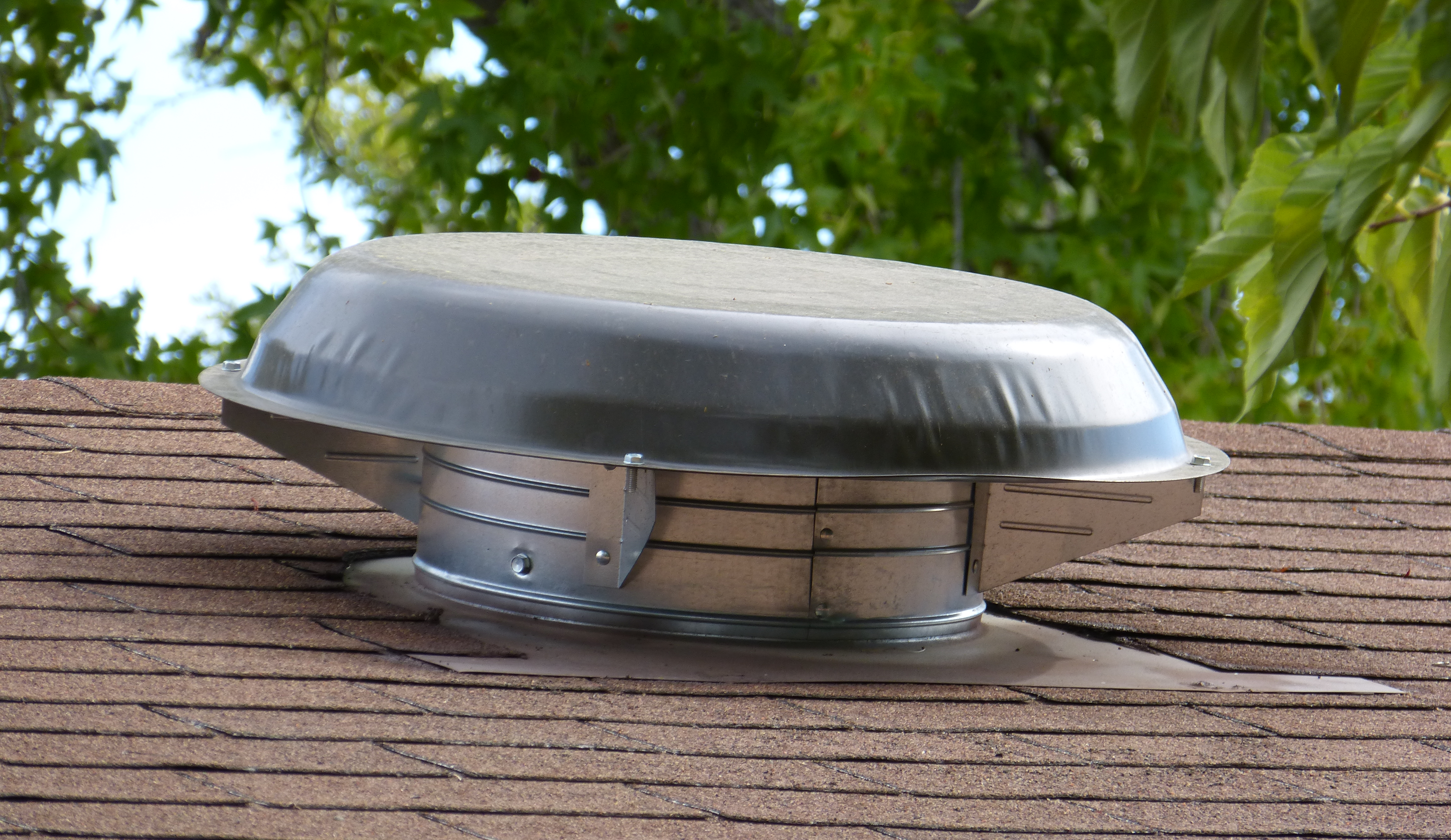
Aspiratore da tetto

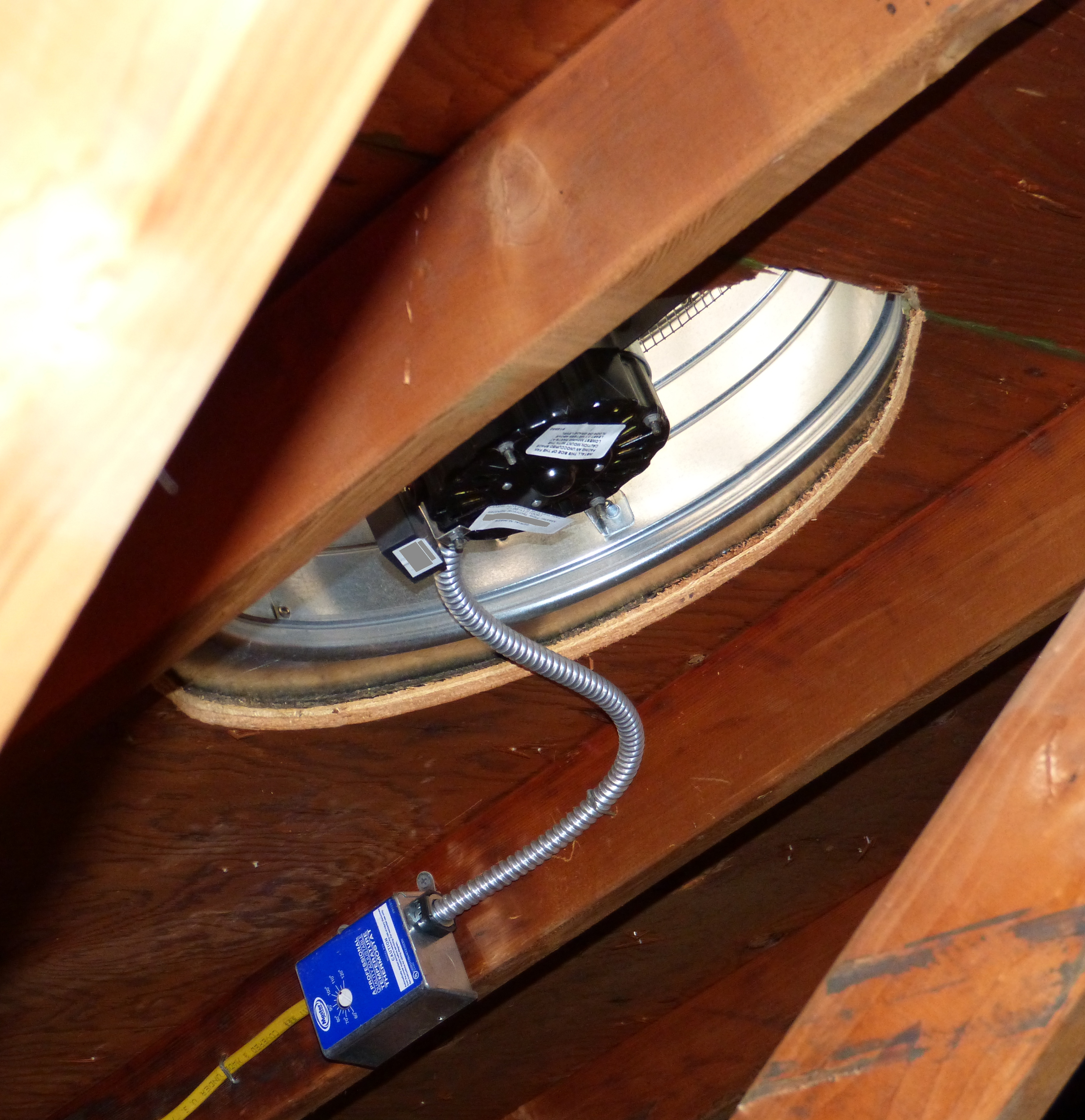
Aspiratore da tetto visto dall'interno per i ricambi d'aria in una mansarda

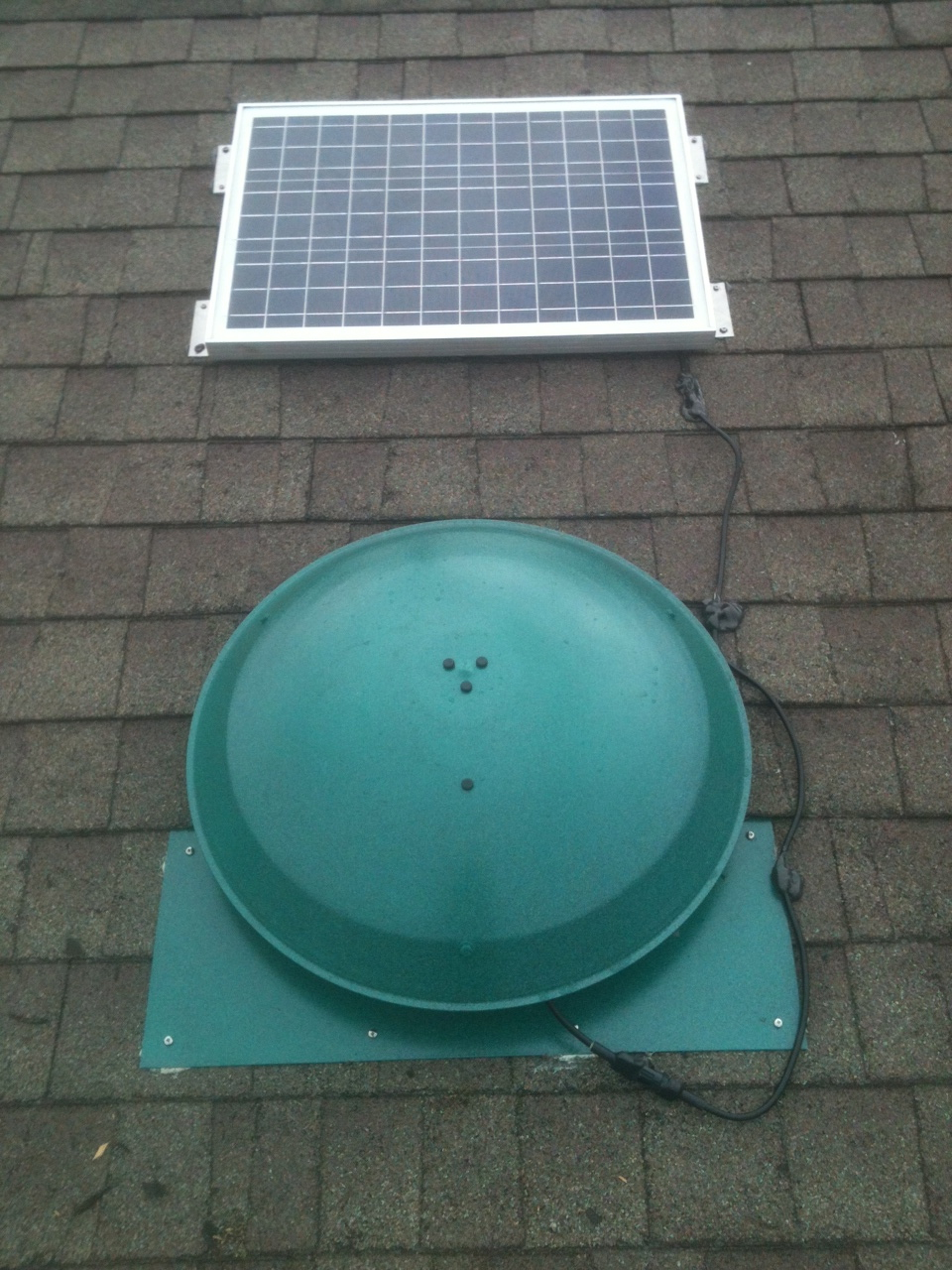
Aspiratore solare per tetti

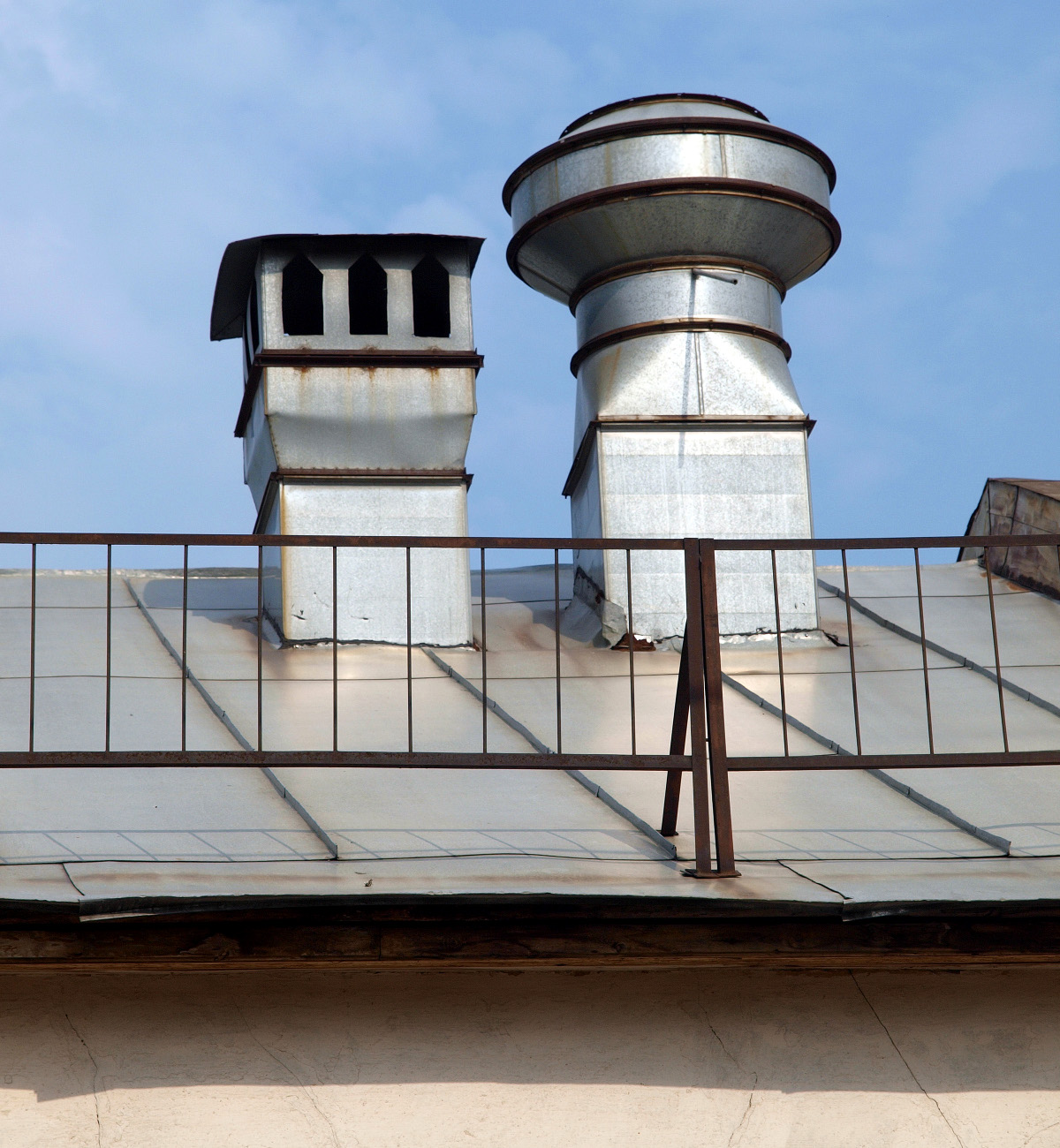
Aspiratore da tetto per condotto di cappa aspirante (a destra)

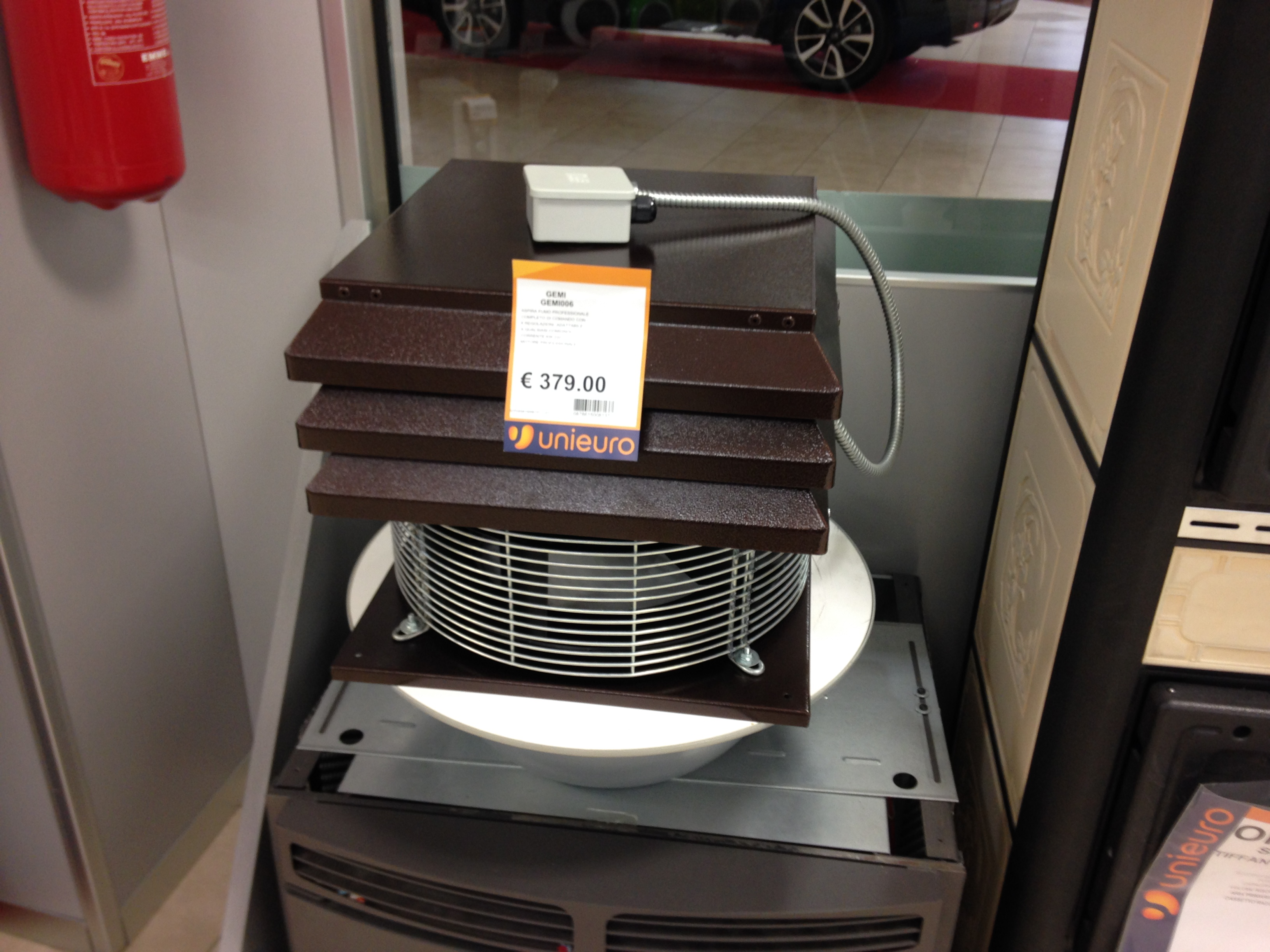
Aspiratore per comignoli, per il tiraggio forzato del fumo di camini e stufe

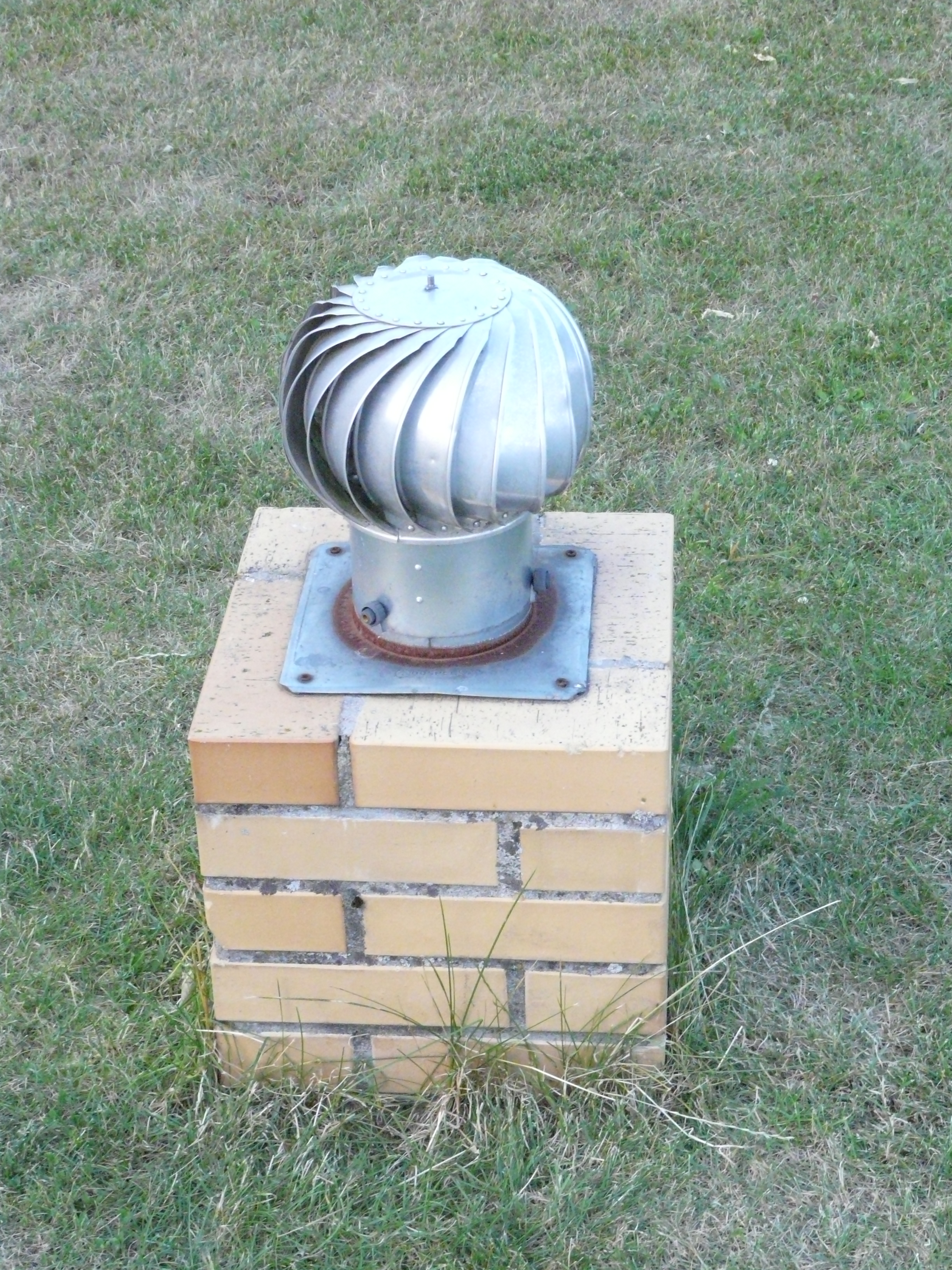
Aspiratore da esterno eolico, che gira per effetto del vento

L'aspiratore da tetto è una ventola di aspirazione ad applicazione esterna. Ci sono tre tipi di applicazione: l'aspiratore per applicazione muraria, quello applicabile ai condotti e alle canne fumarie, quello applicabile ai tetti e quello eolico. Viene comandato dall'interno da un interruttore di comando, eccetto per quello eolico nel quale è il vento a muovere l'elica.

## Funzionamento
Il funzionamento è lo stesso di tutti i sistemi di aspirazione, cioè aspirare l'aria dall'interno e buttarla fuori. Tutta l'unità aspirante è collocata all'esterno.

## Tipi di aspiratore da tetto

### Versione tradizionale
Questo tipo di applicazione installabile sui tetti è adatta per i ricambi d'aria sia nei locali pubblici che in quelli privati come ad esempio le mansarde delle case, permettendo inoltre il minore impatto visivo dell'aspiratore. La versione solare invece è dotata di pannelli fotovoltaici che ricaricano una batteria contenuta al suo interno in modo da far funzionare l'aspiratore.

### Aspiratore da tetto per condotti
Viene applicato dove sono presenti condotti di ventilazione che partono ad esempio dalle cappe aspiranti per cucine professionali per terminare sul tetto.

### Aspiratore da tetto per comignoli
Questo tipo di aspiratori possono essere applicati anche ai comignoli per il tiraggio forzato dei fumi di combustione del camino e delle stufe.

### Aspiratore da tetto eolico
In questa applicazione è il vento a fare da attivatore di tiraggio forzato muovendo l'elica come ad esempio nel comignolo eolico. La sua funzione è la stessa dell'aspiratore per comignoli, cioè aspirare i fumi di combustione grazie al tiraggio forzato rispetto ai comuni comignoli senza elica nel quale il fumo sale lentamente, infatti in quel caso il tiraggio forzato non c'è. Quest'applicazione può essere impiegata anche per la ventilazione dei locali, come ad esempio le cabine elettriche situate negli impianti fotovoltaici.

### Altre applicazioni

#### Aspiratore per esterni per applicazioni murarie
L'unità aspirante viene collocata su una parete esterna e comprende motore, ventola, bocchetta per l'espulsione dell'aria con serranda interna anti-ritorno che evita il rientro d'aria e l'ingresso di insetti a impianto spento. Questo tipo di installazione inoltre permette il recupero dello spazio interno diminuendone l'impatto visivo, infatti viene applicata solo una presa d'aria. Quest'installazione è utile per i bagni, per le cucine e altri locali sia pubblici che privati.